# 2英鎊硬幣
2英鎊硬幣（英語：two pound）是英鎊硬幣的一種。正面有英國女王伊麗莎白二世的肖像，於2015年設計。在經過政府調查證明有2英鎊硬幣的需求之後，2英鎊硬幣於1998年6月15日開始發行。2014年3月時，估計有約4.17億枚2英鎊硬幣流通，價值8.31756億英鎊。

## 外部連結
- Royal Mint – £2 coin
- Coins of the UK – Decimal £2 Coins（页面存档备份，存于）
- The Pemember 'error' on the £2 Gunpowder Plot commemorative（页面存档备份，存于）